# Illusione uditiva
Un'illusione uditiva o illusione acustica, è l'equivalente sonoro di un'illusione ottica: il soggetto sente suoni che non sono presenti nello stimolo o li percepisce in modo diverso da come sono prodotti.

## Caratteristiche
L'illusione acustica può dare indizi su come il suono viene percepito da un essere umano. In breve, le illusioni uditive evidenziano le aree in cui l'orecchio e il cervello, come organi e strumenti sensoriali, differiscono nella recezione di un suono (in meglio o in peggio).
Le illusioni enfatizzano la natura interpretativa della percezione umana. Infatti, il nostro sistema percettivo cade spesso in inganno. Questo perché il nostro cervello non è una semplice finestra sul mondo che ci circonda, ma ricostruisce i dati forniti dai nostri sensi. Le illusioni sono infatti causate da una erronea interpretazione del cervello.
Le illusioni uditive sono meno studiate di quelle visive, poiché richiedono strumenti elettroacustici in grado di analizzarle. È in particolare la psicoacustica ad occuparsi e a descrivere queste percezioni uditive.

## Esempi
Esempi di illusioni uditive: 
- sentire una frequenza fondamentale mancante da altre parti di una serie armonica naturale;
- diversi inganni psicoacustici di compressione audio digitale (lossy);
- toni binaurali;
- la Scala Deutsch;
- l'illusione del glissato;
- la continuità illusoria di toni;
- l'effetto McGurk;
- l'illusione dell'ottava;
- la Scala Shepard;
- il paradosso del tritono;
- la melodia spettro costante;
- il terzo suono di Tartini.
- l'effetto Franssen